# Zirjanszkoje
Zirjanszkoje (oroszul: Зырянское) falu Oroszország Tomszki területén, Nyugat-Szibériában, a Zirjanszkojei járás székhelye.
Népessége: 5632 fő (a 2010. évi népszámláláskor).

## Elhelyezkedése
Tomszk területi székhelytől 120 km-re északkeletre, a Csulimi-síkság déli részén, a Csulim bal partja mentén helyezkedik el, csupán 2-3 km-re a Kija torkolatától. A Csulim itt változtatja meg folyásirányát és északnyugat felé folytatja útját.

## Története
Írott forrás először 1719-ben említi a települést, majd 1734-ben Gerhard Friedrich Müller, Szibéria kutatója említi: „a Kija folyótól 4 versztára”. 1880 körül a falu már kisebb közigazgatási egység (voloszty) székhelye volt (13–14. o.) 1924-ben az akkor létrehozott járás székhelye lett, és a járással együtt hovatartozása is többször változott, végül 1944-ben a Tomszki területhez csatolták. 
A Tomszki terület központi településeivel az összeköttetést a Bolse-Dorohovo–Zirjanszkoje–Tyegulgyet országút biztosítja, amióta 1977-ben a Jaja folyón Bolse-Dorohovo mellett megépült az első vasbeton híd (23–24. o.) Korábban a fő közlekedési és szállítási útvonal a Csulim volt, Tomszkból az 1950-es évektől kezdve rendszeres hajójárat is közlekedett (az 1980-as években megszűnt). A falu mellett, a Kija folyón 1995-ben adták át az öt éven át épített vasbeton hidat, mely a szomszédos járási székhely, Tyegulgyet felé biztosít állandó kapcsolatot.

## Gazdasága
A járás gazdasága kezdettől fogva a mezőgazdaságon, főként földművelésen alapult (búza, rozs, árpa, len, burgonya, kukorica, stb. termesztése). A gabonát és más terményeket a folyón uszályokon szállították Tomszkba. A faluban az 1950-es évek végén malom épült. Az 1990-es években, a piacgazdaságra átállás idején még üzemelt, de a 2000-es években megszűnt. Az 1993-ban részvénytársasággá alakított vajüzemet 2008-ban felszámolták. 1984-ben adták át a járási élelmiszer-feldolgozó kombinát új épületét, de 2004-ben ez is bezárt. A falu nagymultú kenyérgyára továbbra is üzemel (74–75. o.).